# Romãs, Decermilo e Vila Longa
Romãs, Decermilo e Vila Longa (llamada oficialmente União das Freguesias de Romãs, Decermilo e Vila Longa) es una freguesia portuguesa del municipio de Sátão, distrito de Viseu.

## Historia
Fue creada el 28 de enero de 2013 en aplicación de una resolución de la Asamblea de la República de Portugal promulgada el 16 de enero de 2013 con la unión de las freguesias de Decermilo, Romãs y Vila Longa, pasando su sede a estar situada en la antigua freguesia de Romãs.

## Demografía
| Gráfica de evolución demográfica de Romãs, Decermilo e Vila Longa entre 2011 y 2021 |
|                                                                                     |
| Datos según el nomenclátor publicado por el INE portugués.                          |